# David Martin (tenista)
David Martin (n. 22 de febrero de 1981 en Tulsa, Oklahoma, Estados Unidos) es un jugador de tenis estadounidense que se especializa en la modalidad de dobles. Su pareja más habitual es su compatriota Scott Lipsky con quien consiguieron su primer título en 2008 en el Torneo de San José tras derrotar en la final a la pareja N.º 1 del mundo, los hermanos Bob y Mike Bryan.

## Títulos (1; 0+1)

### Dobles (1)
| Grand Slam (0)         |
| Tennis Masters Cup (0) |
| ATP Masters Series (0) |
| ATP Tour (1)           |

| N.º | Fecha                 | Torneo   | Superficie | Pareja       | Oponentes en la final | Resultado  |
| --- | --------------------- | -------- | ---------- | ------------ | --------------------- | ---------- |
| 1.  | 18 de febrero de 2008 | San José | Dura       | Scott Lipsky | Bob Bryan Mike Bryan  | 7-6(4) 7-5 |

### Finalista en dobles (5)
- 2007: Los Ángeles (junto a Scott Lipsky pierden ante Bob Bryan y Mike Bryan)
- 2008: Múnich (junto a Scott Lipsky pierden ante Michael Berrer y Rainer Schuettler)
- 2008: Indianápolis (junto a Scott Lipsky pierden ante Ashley Fisher y Tripp Phillips)
- 2008: Bangkok (junto a Scott Lipsky pierden ante Lukas Dlouhy y Leander Paes)
- 2011: Chennai (junto a Robin Haase pierden ante Mahesh Bhupathi y Leander Paes)